# Ariel Staltari
Ariel Fernando Staltari (Ciudadela, Tres de Febrero, provincia de Buenos Aires; 1 de abril de 1974) es un actor, productor de televisión y músico argentino. Es conocido por sus papeles en telenovelas y series como Okupas, El puntero, Un gallo para Esculapio, entre otras.

## Biografía
Ariel Fernando Staltari nació el 1 de abril de 1974 en Ciudadela, partido de Tres de Febrero, provincia de Buenos Aires. Hijo de inmigrantes italianos, creció en una familia trabajadora que regenteaba una churrería. Antes de dedicarse a la actuación, trabajó en diversos oficios, incluyendo conductor de remis y flete, y fue baterista de la banda de rock barrial Perros de la Noche.
En 1999, a los 25 años, fue diagnosticado con leucemia linfoblástica aguda, lo que requirió un tratamiento de quimioterapia de siete meses en el Hospital Posadas. Durante su recuperación, comenzó a estudiar actuación con Lito Cruz. Su debut actoral se produjo en 2000 con la serie Okupas, donde interpretó a Walter, un personaje que se convirtió en un ícono cultural.
Desde entonces, ha participado en numerosas producciones televisivas y cinematográficas, destacándose en series como: El puntero, Un gallo para Esculapio, Okupas y El marginal. Además de su labor actoral, ha incursionado en la escritura de guiones y en la docencia teatral.

## Vida personal
Staltari está casado y tiene dos hijos.
Dirige su propia escuela de actuación, donde también imparte clases.

## Cine
| Año  | Título                       | Dirección          | Notas        |
| ---- | ---------------------------- | ------------------ | ------------ |
| 2003 | Buena vida - Delivery        | Leonardo Di Cesare |              |
| 2004 | Una de dos                   | Alejo Taube        |              |
| 2006 | VisitanVisitante de invierno | Sergio Esquenazi   |              |
| 2007 | Mate al fondo                | Jorge Sesán        | Cortometraje |
| 2008 | Luisa                        | Gonzalo Calzada    |              |
| 2010 | Psiquiatra ultimo modelo     | Franco Tirri       | Cortometraje |
| 2018 | Animal                       | Marcos             |              |
| 2022 | Pipa                         | Comisario Mellino  |              |
| 2023 | Casi muerta                  | Lucas              |              |

## Televisión
| Año       | Título                    | Personaje                    | Notas      | Rol                                               |
| --------- | ------------------------- | ---------------------------- | ---------- | ------------------------------------------------- |
| 2000      | Okupas                    | Walter                       | Canal 7    | Protagonista                                      |
| 2001      | Cuatro amigas             | Novio de Sofía               | Telefe     | Participación especial                            |
| 2002      | 099 Central               | El Tito                      | El trece   | Participación especial                            |
| 2002      | Máximo corazón            | Juan Manuel                  | Telefe     | Participación especial                            |
| 2003      | Tres padres solteros      | Mariano                      | Telefe     | Elenco de reparto                                 |
| 2003      | Hospital público          | Dr. Echeverría               | América TV | Elenco de reparto                                 |
| 2003      | Sol negro                 | Juan 'Japa'                  | América TV | Coprotagonista                                    |
| 2003      | Son amores                | Bruno                        | El trece   | Participación especial                            |
| 2004      | Los Roldán                | Ringo                        | Telefe     | Participación especial                            |
| 2004      | Los pensionados           | Molina                       | El trece   | Participación especial                            |
| 2005      | Doble vida                | Novio de Violeta             | América TV | Participación especial                            |
| 2005      | Criminal                  | Páez                         | Canal 9    | Participación especial                            |
| 2005-2006 | Sin código                | Tigre Uribe                  | El trece   | Elenco de reparto                                 |
| 2006      | Collar de Esmeraldas      | Facha                        | Canal 13   | Participación especial                            |
| 2006      | Mujeres asesinas 2        | Juan                         | El trece   | Episodio: "Ema, costurera" Participación especial |
| 2007-2008 | Lalola                    | Roberto                      | América TV | Participación especial                            |
| 2008      | Amanda O                  | Lito                         | América TV | Participación especial                            |
| 2007      | El capo                   | Lince Madorran.              | Telefe     | Participación especial                            |
| 2008-2009 | Por amor a vos            | El Morsa                     | El trece   | Elenco de reparto                                 |
| 2009      | Valientes                 | Peste                        | El trece   | Participación especial                            |
| 2009      | Tratame bien              | Taxista                      | El trece   | Participación especial                            |
| 2009-2010 | Botineras                 | "Oso"                        | Telefe     | Participación especial                            |
| 2010      | Lo que el tiempo nos dejó | Episodio 6: «Un mundo mejor» | Telefe     | Participación especial                            |
| 2010      | Caín y Abel               | Lucio                        | Telefe     | Elenco de reparto                                 |
| 2011      | El puntero                | Luis Calda                   | El trece   | Elenco de reparto                                 |
| 2011      | Maltratadas               | Emilio                       | América TV | Participación especial                            |
| 2012-2013 | Sos mi hombre             | José "Pepe"                  | El trece   | Elenco de reparto                                 |
| 2013-2014 | Los vecinos en guerra     | Gerardo Rosales              | Telefe     | Participación especial                            |
| 2014      | Milagros en campaña       | Rodríguez                    | Canal 9    | Participación especial                            |
| 2015-2016 | Conflictos modernos       | Víctor / Franco              | Canal 9    | Participación especial                            |
| 2015      | Variaciones Walsh         | Valentín                     | TV Pública | Participación especial                            |
| 2016      | Nafta Súper               | El Jardinero                 | Space      | Participación especial                            |
| 2017-2018 | Un gallo para Esculapio   | Andrés "Loquillo" Ghío       | Telefe     | Coprotagonista                                    |
| 2019      | Cuéntame cómo pasó        | Diego                        | TV Pública | Elenco de reparto                                 |
| 2022      | El marginal               | José "Bardo" Muriazo         | Netflix    | Antagonista                                       |
| 2025      | El Eternauta              | Omar                         | Netflix    | Elenco de reparto                                 |

## Teatro
| Obra                    | Dirección                               | Autoría                          |
| ----------------------- | --------------------------------------- | -------------------------------- |
| Confesiones del pene    | Luis Rossini                            | José Montero                     |
| La última letra         | Adrián Rey                              | Maruxa Vilalta                   |
| El gran deschave        | Ernesto Medela                          | Armando Chulak y Sergio de Cecco |
| El montaplatos          | Débora Astrosky                         | Harold Pinter                    |
| Bajo el bosque de leche | Gustavo García Mendy, Mariano Stolkiner | Dylan Thomas                     |

## Premios y nominaciones
| Año  | Premiación                 | Categoría            | Trabajo nominado      | Resultado | Ref.  |
| ---- | -------------------------- | -------------------- | --------------------- | --------- | ----- |
| 2003 | Festival de Cine de Tandil | Revelación Masculina | Buena vida - Delivery | Ganador   | [ 8 ] |